# Santiago Meléndez
Santiago Meléndez Gil (Teruel, 25 de julio de 1958 - Zaragoza, 5 de julio de 2017) fue un actor español. Estuvo casado con la también actriz Pilar Molinero.Falleció el 5 de julio de 2017 tras una batalla contra el cáncer.

## Filmografía

### Cine
- Fuera de carta, como cliente enfadado. El director fue Nacho G. Velilla.
- Somos, del director Nacho Rubio. Cortometraje.
- Diamond flash (2011), como agente de policía. El director fue Carlos Vermut.
- Felicidad, de Ferrán Queralt Medina. Cortometraje.

### Televisión
- Arrayán (2001 - 2002) como José Luis.
- La sopa boba (2004) recurrente.
- Motivos personales (2005) como Alberto Pazos.
- Mi gitana (2012) como abogado.
- Acusados (2009 - 2010) como Raúl Moreno.
- Génesis: En la mente del asesino. Participó en la segunda temporada.
- El porvenir es largo.
- La duquesa (2010) como mayordomo.
- La Reina del Sur (2011) como Saturnino «Nino» Juárez.
- Carmina (2012) como Antonio Ordóñez.
- Bandolera, como Abel Hermida.
- Sin tetas no hay paraíso, como el inspector Barrio, padre de Sandra Barrio (Miriam Giovanelli).
- Física o química, como César Cabano, padre de Cabano.
- Los misterios de Laura, como Alberto.
- La que se avecina, como Señor Carceller.
- Olmos y Robles, como Lorenzo Garrido.
- Amar en tiempos revueltos.
- Águila Roja.
- El Ministerio del Tiempo, como Luis Méndez, padre de Jesús «Pacino» Méndez Pontón.

### Teatro
- Vivir cuerdo y morir loco, dirigida por Fernando Fernán Gómez.
- Odon Val.

Buñuel, Lorca y Dalí

## Premios y nominaciones
Premios Simón
| Año  | Categoría            | Película  | Resultado |
| ---- | -------------------- | --------- | --------- |
| 2014 | Mejor interpretación | Justi&Cia | Nominado  |

- 2002, Premio Paco Rabal al mejor actor por Somos. Scife

- 1999, Premios Oasis de teatro en Aragón al mejor actor por Macbeth.